# Золота подорож Сіндбада
«Золота подорож Сіндбада» — фентезійний фільм режисера Гордона Гесслера. Другий фільм трилогії про Сіндбада творчого тандему продюсера Чарлза Шнеєра і майстра спеціальних ефектів Рея Гарріхаузена. Картина створена за мотивами циклу арабських казок Тисяча й одна ніч і оповідає про подорож Сіндбада в Марабію і Лемурію, про його поєдинок зі злим чарівником Коурою.
Картина створювалася в 1970—1973 роках британською знімальною групою, в рамках жорстких бюджетних обмежень. Натурні і студійні знімання пройшли в Іспанії. Фільм визнано однією з найкращих робіт у творчості Рея Гаррігаузена. Він увійшов в історію як класичний приклад використання в ігровому кіно лялькової анімації та інших спецефектів, характерних для кінотехнологій 1970-х років.
Прем'єрний показ у Великій Британії відбувся 20 грудня 1973 року в Лондоні, в США — 5 квітня 1974 року. Картина успішно пройшла в прокаті, зібравши близько $ 5 млн. Лауреат премії «Сатурн» за найкращий фентезійний фільм. Стрічка отримала різнорідні оцінки критики за награність сюжету, слабку режисуру і акторську гру. Однак фахівці відзначили високу якість спеціальних ефектів і музику композитора Міклоша Рожа.

## Сюжет
Під час черговаої подорожі Сіндбада-мореплавця спостерігач на щоглі зауважує дивну істоту, що кружляє над кораблем. Її збивають стрілою, і на палубу падає золота прикраса. Команда вважає подію недобрим знаком, але Сіндбад залишає прикрасу собі. З того моменту команду переслідують видіння невідомої танцівниці. Наступної ночі розігрується шторм, корабель збивається з курсу і його відносить до берегів країни Марабії.
Капітан сам висаджується на берег і відбиває несподівану атаку незнайомця в чорному, який спробував відібрати прикрасу. В приморському місті Сіндбад знайомиться з правителем країни — Великим Візиром. Правитель Марабії змушений ховати своє обпечене обличчя під маскою. Незнайомець, який напав на Сіндбада, виявляється тим самим лиходієм, що знівечив візира — злим чарівником Коурою. У візира виявляється друга частина прикарси, і в цілому вигляді вона є картою й пропуском до таємної печери в країні Лемурії. Там, за давнім пророцтвом, можна буде знайти фонтан долі, корону владики світу і щит невидимості. В цей час за Візиром і Сіндбадом слідкує підісланий Коурою гомункул.
Візир вирішує спорядити корабель Сіндбада і разом з ним вирушити в Лемурію. Перед відплиттям на місцевому базарі Сіндбад випадково помічає дівчину, вигляд якої й татуювання на долоні з'являлись йому в снах. Вона — рабиня на ім'я Мар'яна і прислуговує місцевому торговцю. Той погоджується віддати рабиню Сіндбаду за умови, що капітан прийме в свою команду його нетямущого сина Гаруна і зробить з нього гідну людину. Корабель вирушає в небезпечну подорож.
У її ході Сіндбаду намагається завадити Коура, що пливе за ним слідом на іншому кораблі. Він насилає туман, оживлює скульптуру на носу корабля, та команда долає всі перешкоди. На чорні заклинання витрачається життєва енергія чарівника і він швидко старіє.
На острові Лемурія Сіндбад і його супутники знаходять оракула, який вказує дорогу до скарбів. По дорозі вони витримують бій з ожилою скульптурою богині Калі і напад племені дикунів, яких наслав на них злий чарівник. З розбитої статуї герої отримують третю частину прикраси, але її відбирає Коура. За знищення статуї дикуни хочуть принести Мар'яну в жертву кентавру, а Сіндбада примушують на це дивитись. При допозі Візира Сіндбаду з групою моряків вдається вирватись і потрапити в печеру кентавра та визволити Мар'яну. Тим часом чаклун знаходить у підземеллі фонтан долі та його силою повертає молодість. Коура нацьковує на Сіндбада кентавра та грифона, проте вони б'ються між собою та вбивають один одного.

Коура заволодіває щиток невидимості та має намір вбити Сіндбада. Та він потрапляє в бризки фонтана і стає видимим, тоді Сіндбад пронизує чаклуна шаблею. Сіндбад відмовляється від корони владики світу та вручає її Візиру, вона зцілює його обличчя. Коли Мар'яна запитує чому він так зробив, Сіндбад відповідає — якби він став правителем, то перестав би бути вільним. Картина закінчується рефреном улюбленої приказки Сіндбада — «на Бога сподівайся, а верблюда прив'язуй», коли Гарун ледве не падає зі щогли.

## В ролях
- Джон Філіп Лоу[ru] — Сіндбад[1]
- Том Бейкер — Коура
- Керолайн Манро — Мар'яна
- Дуглас Вілмер[ru] — Великий Візир
- Мартін Шоу[ru] — Рашид
- Альдо Самбрелл[ru] — Омар
- Роберт Шоу — оракул (в титрах не вказаний)
- Курт Крістіан — Гарун
- Такіс Емманюель — Ахмед
- Аслан Грегуар — Хакім

## Знімальна група
- Монтаж — Рой Воттс[1]
- Підбір акторів — Мод Спектор
- Художник-постановник — Фернандо Гонсалес
- Костюми — Верена Коулман, Габріелла Фалк
- Декорації — Джон Столл
- Грим — Хосе Антоніо Санчес
- Запис звуку — Пітер Елліот

## Робота над картиною

### Підготовка й підбір команди

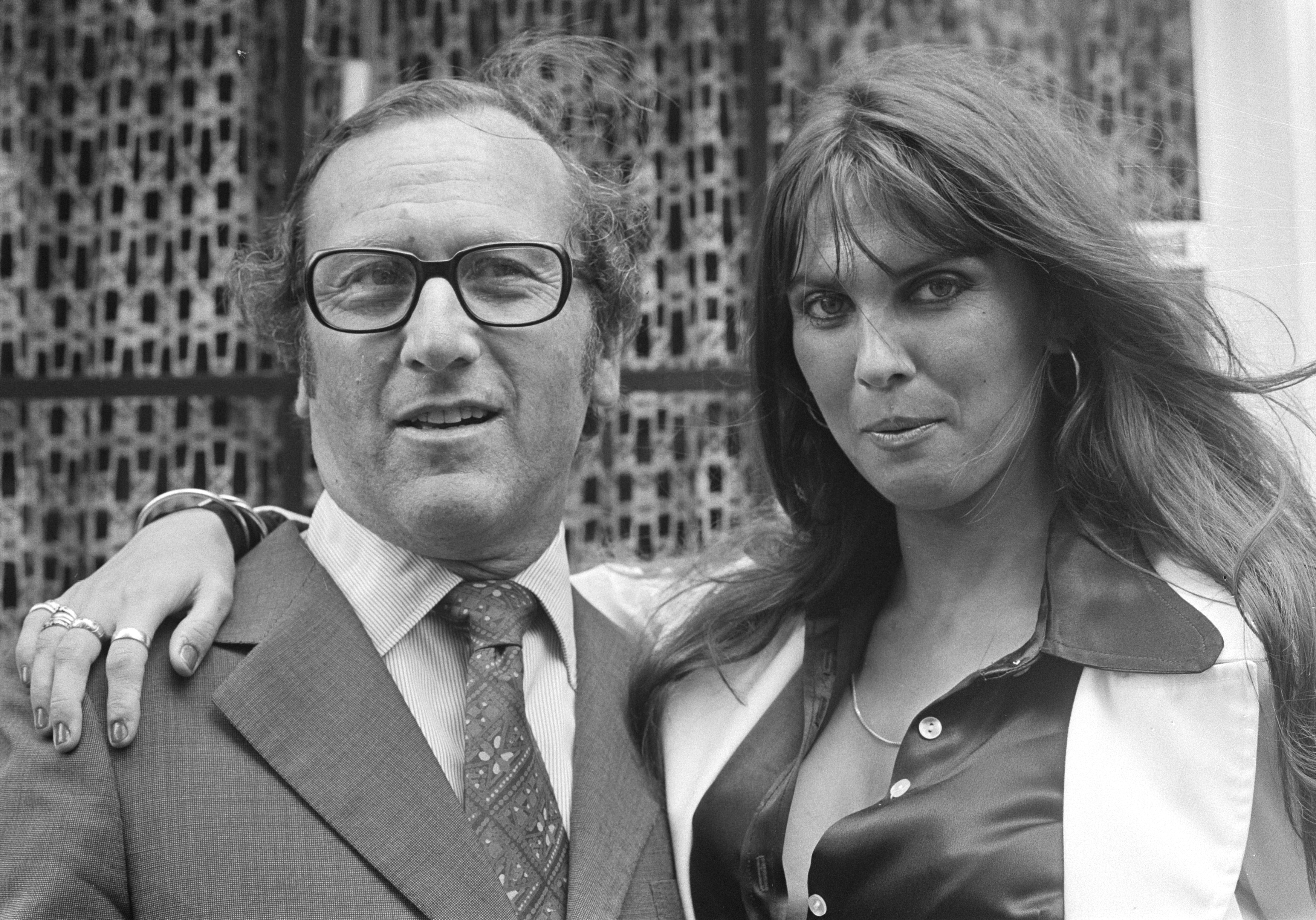
Продюсер Чарльз Шнеєр і актриса Керолайн Манро в Амстердамі на прем'єрі фільму

Картина створювалася продюсерським дуетом Рея Гаррігаузена і Чарльза Шнеєра, на рахунку яких було кілька вдалих робіт у жанрі казки і фентезі, зокрема початок серії — «Сьома подорож Сіндбада». Попередні картини майстра спеціальних ефектів «Мільйон років до нашої ери» і «Долина Гванги» мали змінний успіх у прокаті. Рею вдалося домовитися про фінансування з Columbia Pictures наступної стрічки. Первісна ідея полягала у створенні фільму-казки або фентезі йобговорювалися різні варіанти: від екранізації Гільгамеша, до постановки «Перших людей на Місяці». Зрештою, було ухвалено рішення продовжити історію Сіндбада-мореплавця. Сюжет картини базується на мотивах казок «Тисячі й однієї ночі», але був повністю оригінальним. Східні казки були зручні як основа сценарію, оскільки характерна для їх сюжету «визначеність згори» полегшувала сприйняття натяжок, що зазвичай виникають у вигаданому фентезійному світі.
Розподіл обов'язків у продюсерському дуеті було цілком визначеним: Гаррігаузен займався технічною і творчою стороною виробничого процесу, а Шнеєр — організаційними питаннями. Підготовка до виробництва картини з робочою назвою «Сіндбад вирушає в Індію» («Sinbad goes to India»(англ.)) почалася в 1970 році. В ході створення сценарію та розкадрування вона змінилася на «Золота подорож Сіндбада». Ще до написання сценарію митець мав готові начерки основних візуальних елементів картини, зокрема багаторукої богині Калі. Як завжди Рей Гаррігаузен повертався до ідей з попередніх картин. Зокрема, використовувалися начерки з фільму «Лемурія», який залишився на папері, а також деякі розробки до картини «Три світи Гуллівера». У чорнових начерках Гаррігаузен звертався до розробленого образу циклопа з «Сьомої подорожі…». Вирішальна битва монстрів повинна була відбутися між циклопом і гігантським неандертальцем. Оцінивши перший варіант розкадрування, Гаррігаузен розкритикував власну стару роботу і відмовився від варіанту. Замість циклопа він вигадав циклопа-кентавра. Неандертальця (який пізніше згодився в «Сіндбаді й оці тигра») змінив золотий грифон.
Контракт на виробництво був підписаний з британською студією Morningside Productions. У фінансовому плані справи Columbia Pictures тоді йшли не дуже добре, і знімальній групі довелося економити на всьому, щоб вкластися в жорсткі бюджетні рамки. Як режисера і сценариста залучили Гордона Гесслера і Брайана Клеменса, відомих за малобюджетними фільмами жахів 1960-х років. Після трирічної перерви повернувся в кіноіндустрію Міклош Рожа. Композитор з «золотого століття Голлівуду» був відомий за фільмами 1940-1950-х років, зокрема за популярним «Багдадським злодієм». Фахівець зі східної екзотики в кіномузиці виявився дуже затребуваним у проєкті. Після «Долини Гванги» у Гаррігаузена виникли розбіжності з Артуром Гейвордом, який довгі роки виготовляв йому ляльки та мініатюрні моделі. У новому фільмі Рею довелося займатися цим самостійно.

### Підбір акторів
Акторський ансамбль виявився зовсім не таким, яким його бачив Гордон Гесслер. Режисер і продюсери хотіли взяти на головну чоловічу роль попереднього Сіндбада — Кервіна Метьюза, але він був уже немолодий і не підходив за типажем. На роль Сіндбада пробувався Роберт Шоу, але з ним не вдалося домовитися. Шоу пізніше з'явився в картині, тільки в невеликій камео-ролі Оракула. Кандидатура Джона Філіпа Лоу — єдиного американського актора в колективі (хоча він провів більшу частину творчої кар'єри в Європі), була нав'язана студією. Лоу мав постійний контракт з Columbia Pictures, і завдяки фільмам «Барбарелла» і «Дияволік» виявився головною зіркою в акторському складі. Фізична форма і здібності Лоу до виконання екшн-сцен не влаштовували Гесслера, але оскаржити рішення він не зміг.
На роль головного лиходія Гесслер рекомендував Крістофера Лі, і ця кандидатура також була відхилена. Чарівником Коурою став Том Бейкер, який привернув до себе увагу в малобюджетному фільмі жахів «Склеп жаху». На головну жіночу роль розглядалася Ракель Велч, але продюсери вирішили підшукати не таку дорогу актрису. Нею стала зовні схожа на Велч, тоді ще маловідома, Керолайн Манро. У ролях другого плану були переважно зайняті британські виконавці, до знімань епізодів залучили також іспанських і французьких акторів.

### Знімання і географія

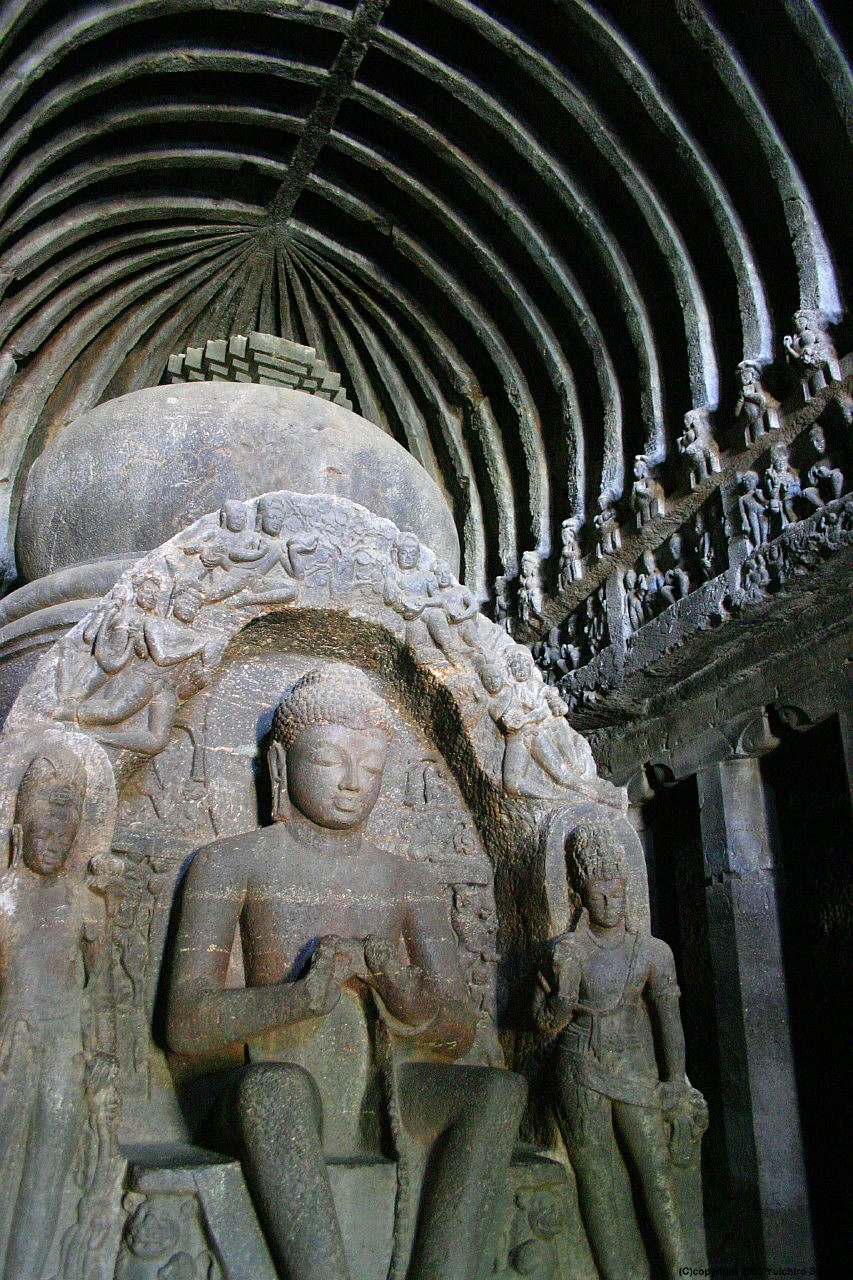
Індуїстський храм Еллора вирубаний в печері. За мотивами цього архітектурного шедевра були створені декорації до фільму.

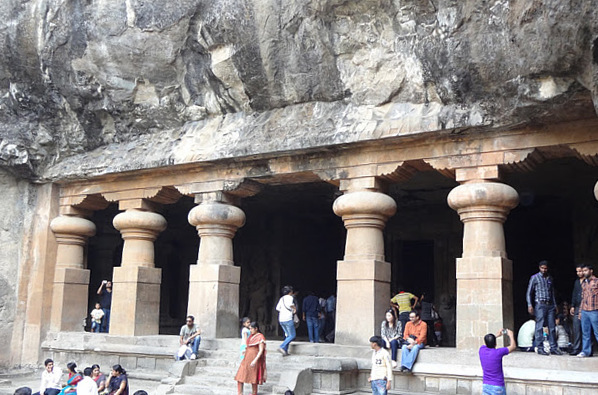
Образ храму Елефанта був використаний у сцені з храмом язичників

До планів знімальної групи входило відрядження в Індію. Гаррігаузен, розробляючи ескізи декорацій і ландшафтів, орієнтувався на шедеври архітектури: Еллора й Елефанта — стародавні індуїстські храми, вирубані в печері. Бюджет проєкту не дав можливості організувати дорогу експедицію. Відповідну натуру шукати не стали, це була Іспанія, переважно ті ж локації, що використовувалися для попереднього фільму трилогії: острів Пальма-де-Майорка і містечко Торренте де Парієс (Мальорка). Сцену з оракулом було знято в печерах у районі місцевості Арта. Студійні знімання пройшли в Мадриді на Sevio Studios. Більшість казкових ландшафтів було створено у вигляді мініатюр або намальовано на задниках (наприклад, висадка на берег Лемурії). Фільм був знятий на кольорову 35 мм плівку Kodak 5247. Окремі сцени знімалися на плівку з меншою чутливістю Kodak 5638, оскільки спочатку передбачалося, що фільм може вийти зразу для телевізійного перегляду.
В картині використовувалася вся гама можливостей технологій 1970-х: прискорене знімання, хромакей, комбінування мініатюрних моделей та лялькової анімації. Для суміщення ляльок з живими акторами і повнорозмірними декораціями Гаррігаузен ще з 1958 року використовував технологію, яка отримала в Columbia Pictures власну назву Dynamation. Для фільму 1973 року маркетинговий відділ кінокомпанії вигадав ефектнішу, на їхню думку, назву методу — Dynarama. Це був модифікований варіант поєднання двох рухомих зображень, одне з яких проєктувалося на задник. Зводилися зображення за допомогою методу рухливої маски. Гесслер згадував, що до роботи в «Золотій подорожі» не мав ніякого досвіду в галузі спеціальних ефектів. Рей Гаррігаузен, навчаючи його тонкощам процесу, говорив: «якщо грошей достатньо, на екрані можна зобразити що завгодно». Ще на етапі написання сценарію, творцями враховувалося те, що можна буде відобразити, проте і в процесі знімання плани змінювалися. Поєдинок Сіндбада з Коурою став імпровізацією — спочатку він зовсім не так був описаний у сценарії. Оцінивши можливості команди зі створення візуальних ефектів, режисер змінив фінальний бій.
Спочатку кіностудія виділила безпосередньо на знімання 14 тижнів. Після перегляду бюджету прийшло розпорядження вкластися у 8 тижнів. Всі знімання пройшли в липні-серпні 1972 року. Потім, протягом приблизно року відбувалася доробка візуальних ефектів, і до прокату картина була готова в грудні 1973 року. Остаточний монтаж настільки затягнувся, що Гордон Гесслер встиг у 1972 році зняти ще один повнометражний фільм «Посольство (фільм)» .

### Образи казкових істот
У картині присутній улюблений візуальний мотив Гаррігаузена — істота з перетинчастими крилами, подібними до крил кажана. Свого часу на художника справили глибоке враження ілюстрації Густава Доре до Божественної комедії. Апокаліптичний образ летючого гомункулуса — одна з варіацій цієї теми, що зустрічається в багатьох картинах майстра. У початковому варіанті сценарію злий чарівник дізнавався про наміри Сіндбада і Візира через кришталеву кулю. Потім творці картини вирішили, що це застарий прийом і вигадали істоту, що стала очима і вухами Коури. Гаррігаузен працював над виглядом летючого гомункулуса довше, ніж над будь-яким іншим казковим створінням, і так коментував своє творіння:
|   | Перший гомункулус Коури був знищений Сіндбадом у схованці візира. Наступний (лялька, звичайно, використовувалася та ж сама) був оживлений чарівником на очах у глядача і ця сцена — одна з моїх улюблених у фільмі. Її було досить цікаво втілювати, адже в сцені укладена іронія: чарівник створив штучне життя, але насправді рукою чарівника керує аніматор.Оригінальний текст (англ.) The first of Koura's homunculi in the film is destroyed by Sinbad in the vizier's vault. His successor (it was of course exactly the same model) is shown being brought to life by the magician and this sequence is one of my favourites. It turned out to be very enjoyable to animate: there is a particular irony because it shows the creation of an artificial life by a magician, but, of course, behind the hand of the magician is the hand of the animator. |
| — | |

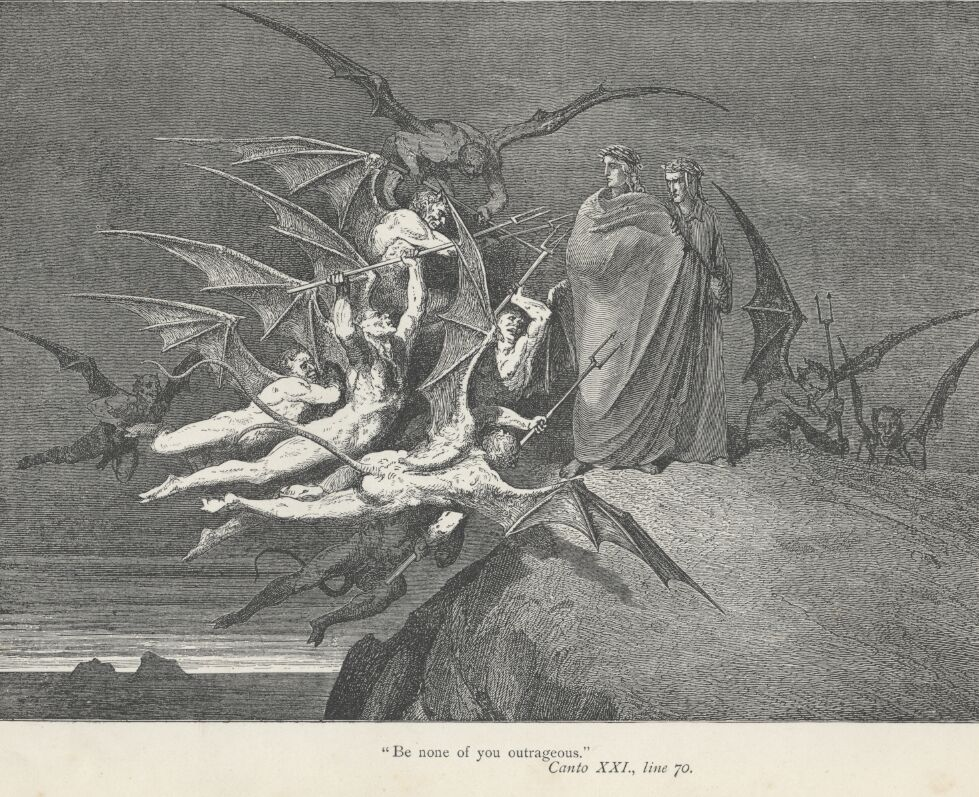
Ілюстрації Дорі до «Божественної комедії»

Коура (Том Бейкер) оживляє гомункулуса

Сцени на кораблі Сіндбада зводилися в єдине ціле як складна комбінація відтворення мініатюрної моделі, роботою в студії та зніманням часткової репліки корабля, відтвореної на Середземному морі в районі острова Мальта (справа рук декоратора Джона Столла). Більшість членів команди корабля так і не побували на морі — сцени на палубі і в приміщеннях корабля були, переважно, студійними. Технічно однією з найскладніших сцен у фільмі був фінал зі сутичкою біля фонтану долі, який також був створений за допомогою поєднання мініатюр, повнорозмірних декорацій у студії і прискореного знімання. Афластон, що ожив, був доданий до картини в останній момент. Незвичайна дерев'яна текстура істоти вимагала залучення майстерності скульпторів Джорджа Лофгрена і Джанет Стівенс. Страхітлива зовнішність жіночої фігури, з волоссям, що стало дибки, виникла під враженням від персонажа нареченої Франкенштейна, у виконанні Ельзи Ланчестер, з фільму жахів 1935 року. Чотирихвилинна сцена вимагала копіткої роботи фахівців, оскільки вона складалася з монтажної склейки 42 окремих анімаційних фрагментів. Строго кажучи, дану сцену можна розглядати як кіноляп — на кораблях арабів афластони не поміщалися, але епізод виглядав вельми вражаюче.
Інша ожила статуя — богиня в храмі дикунів. Коура називає її Калі, але її вигляд поєднує зовнішність двох богинь індуїстського пантеону: Калі і Дурґи. Згідно з каноном, у Калі чотири руки, у Дурґи може бути вісім або більше. У попередніх начерках художник дав ожилій статуї вісім рук, але пізніше, усвідомлюючи труднощі в реалізації й у зніманні подібного об'єкта, скоротив число до шести. Богиню при постановці сцени з живими акторами заміняло до трьох каскадерів-фехтувальників. Сцену двобою з ожилою статуєю богині більшість критиків назвало найкращою сценою у фільмі. У своїй доволі негативній рецензії Гленн Еріксон відзначив серед позитивних сторін тільки цю сцену, назвавши її демонстрацією «магії Гаррігаузена».
Нарешті, фінальна сутичка картини відбувається між грифоном і кентавром-циклопом. Художник візуальних ефектів планував створити сцену, в якій грифон оживає зі статуї, що охороняє підхід до Фонтану долі. Така послідовність подій робила зрозумілішим для глядача символізм поєдинку монстрів, як епічну битву Добра зі Злом. Ефектний епізод довелося скоротити через проблеми з бюджетом. Сутичка з кентавром не вдалася і з іншої причини. Грифон був створений з дуже великими крилами, що заважають йому битися. Гаррігаузен збирався підняти істоту в повітря, щоб грифон атакував противника згори, а для цього йому потрібно було мати правдоподібно великі крила, що підтримують його вагу. Коли справа дійшла до анімації, виявилося, що в повітрі фігура виглядає абсолютно неприродно і її довелося залишити на землі. Гесслер, переглянувши робочі матеріали, пошкодував про те, що у фінальній сутичці беруть участь не людиноподібні істоти — глядач менше співпереживає смерті вигаданих звірів. Переробляти моделі і сцену вже не було часу, і все довелося залишити як є. Після знімання Гесслер іронічно зауважив: «якщо я коли-небудь ще раз буду знімати казку з Реєм, то в ній ніколи не з'явиться грифон».

### Монтаж і випуск у прокат

Сцена битви з ожилою статуєю Калі визнана однією з кращих сцен Рея Гарігаузена в його кар'єрі.

З метою внесення в картину колориту актори займалися з фахівцем, який надавав їхній мові легкої східної вимови. Особливе звучання в картину було внесено не тільки арабськими приказками, костюмами й декораціями. Орієнтальні пентатонічні мотиви музики Міклоша Рожа були створені в традиції, близькій до «Багдадського злодія» та інших картин 1940-х років. Тема, що відкриває фільм, виконувалася духовими інструментами, а запам'ятовний мотив основної теми з шести нот підхоплювався струнними. Композитор використав поширений прийом, коли у кожного героя є своя власна тема, що супроводжує його дії на екрані.
На виробництві позначилося те, що картина знімалася як експлуатаційне кіно і створювалася в системі великої бюрократизованої корпорації. «Золота подорож Сіндбада» стало типово "продюсерською роботою, оскільки режисер не зміг повністю виразити себе і вимушено підпорядковувався керівним вказівкам від продюсерів і дистриб'ютора. Гордон Гесслер згадував, що проблеми з бюджетом змусили відмовитися від деяких важливих сценарних ходів і піти на компроміси, пов'язані з акторським ансамблем, що позначилося на якості. У спільній роботі з Columbia Pictures були й свої плюси. Якби картина знімалася невеликою незалежною продюсерською фірмою, то, можливо, виникли б проблеми з віковим рейтингом. У фільмі присутні деякі ризиковані сцени, особливо пов'язані з напівоголеною фігурою у виконанні Мар'яни Керолайн Манро. Оскільки дистриб'ютором була корпорація Columbia Pictures, і в США, й у Великій Британії фільм отримав рейтинги без обмежень показу для дітей.
У Великій Британії картина вийшла в прокат у грудні 1973 року, в США — у квітні 1974 року. Для фільму-казки з нерозкрученим акторським складом була проведена серйозна маркетингова кампанія. Трейлер картини рекламував технологію Dynarama, демонструючи останнє слово технологій візуальних ефектів. Вперше в історії американського кінематографа студія презентувала нову стрічку на фестивалі Comic-Con 1974 року. Попри масштабні знімання з широкою географією і рекламну кампанію, бюджет картини вклався у вельми скромні $1 млн (для порівняння — бюджет «Сьомої подорожі Сіндбада» в 1958 році склав близько $650 тис.). Касові показники стали сюрпризом для компанії дистриб'ютора і вивели картину в число лідерів сезону 1974 року за доходами від прокату. Точні дані прокату суперечливі. За повідомленням журналу Cinefantastique збори склали близько $5,5 млн. За деякими іншими оцінками збори склали близько $11 млн. У США, в зв'язку з успішним прокатом «Золотої подорожі…» повторно випустили в прокат «Сьому подорож Сіндбада», і обидві стрічки в багатьох кінотеатрах йшли в одному сеансі. Картину придбали для показу в СРСР. 1977 року картина «Золота подорож Сіндбада» зібрала близько 37 млн глядачів, ставши одним з лідерів радянського кінопрокату.

## Оцінка

### Критика

Сіндбад (Джон Філіп Лоу) та Мар'яна (Керолайн Манро). Романтична лінія і акторська гра в картині були визнані критикою слабкою стороною картини

Картина створена за канонами подорожі-казки, на традиції, описаній Джозефом Кемпбеллом. Як відзначили рецензенти журналу Empire, сюжет у картині явно не для вибагливого любителя кіно. Знайти та зібрати артефакт-A, вирушивши в далеку країну-B і отримати приз-С. Картина без особливих претензій продовжує загальну стилістику першої стрічки трилогії, однак, має свою специфіку. В ній помітно похмуріший настрій і ухил в езотерику і чорну магію. Якщо в попередній картині дії міфічних істот ніяк не мотивувалися, то в картині Хесслера за ними завжди стоїть фігура злого чарівника, що скеровує їх своєю волею і витрачає на них життєві сили. Дана обставина надає осмисленості і завершеності сюжету. Фольклорну належність першого фільму можна назвати узагальнено-східною, тоді як у фільмі 1974 року східний колорит відчувається більш виразно. Підбірка реквізиту та декорацій в картині хоча й вельми еклектична, але в ній помітно змішання арабської та індійської культурних традицій.
Волею сценаристів Сіндбад-мореплавець — герой «1001-ї ночі» — перетворився з купця на відважного воїна, який не розлучається з мечем. У межах трилогії фігура позитивного героя Сіндбада зазнала змін. Другорядні персонажі сповідують звичайне для Сходу ставлення до вищих сил: «Така воля Аллаха» — говорять вони. Сіндбад дотримується західного ставлення до життя і долі. Усією своєю поведінкою він кидає виклик детермінізму, і намагається змінити посланий згори хід подій. Головний герой звільняє Мар'яну, пояснюючи їй, що вона більше не рабиня і те, що людина може сама вибирати свою долю.
З картини помітно, як помінялася з 1950-х років геополітична ситуація і настрій публіки, що знайшло відбиття у відображенні персонажів. Якщо в «Сьомій подорожі» образ злого чарівника не можна було однозначно ідентифікувати як східний, то в «Золотій подорожі» все змінюється. Схід для країн Заходу більше не є загадковим і непізнаним краєм. Образ лиходія з арабськими корінням у картині тепер більше відповідає стереотипу, звичному глядачеві — тепер у нього з'явилися тюрбан і борода. Фонтан долі, що у фіналі ефектно забарвлюється кров'ю загиблого лиходія, можна розглядати як символ — тут доречне порівняння з нафтовим фонтаном. Інший відомий мотив — країна Марабія, перегукується за звучанням з Аравією.
Чільна роль у картині належить спеціальним ефектам, що демонструють усі можливості технології 1970-х років. Їх якість високо оцінили, зокрема, й сучасні фахівці. Втім, режисер Тім Бертон, віддаючи данину поваги їх творцю, зазначив, як спецефекти в картині переграли живих акторів, що характерно і для сучасних фільмів.
Романтична лінія «Золотої подорожі…» була опрацьована гірше, ніж у попередньому фільмі трилогії, але для картини, орієнтованої на дитячу аудиторію, цей недолік не настільки сильно впадає в очі. Кінознавці Херц і Зазу назвали картину однаково захопливою як для дітей, так і для дорослих. Найслабшою стороною картини назвали непоказну гру позитивного героя. Джон Філіп Лоу в заголовній ролі не демонструє якоїсь вражаючої виконавської майстерності, і його текст у фільмі поверхневий.
Журнал Empire високо оцінив тільки гру Тома Бейкера, назвавши інші ролі в картині прохідними. Гленн Еріксон (ресурс DVD Savant) дуже негативно поставився і до режисури, назвавши її найгіршою в трилогії. Центральну сцену сутички грифона і кентавра він сміливо запропонував прибрати з картини, як логічно абсолютно не пов'язану з попередніми подіями. Практично всі критики високо оцінили чудовий саундтрек картини угорця Міклоша Рожа, з запам'ятовними орієнтальними мотивами.

### Значення й визнання
Статус картини категорії-B «Золота подорож Сіндбада» не дозволив номінуватися на значні премії, хоча більшістю фахівців картина була визнана помітним явищем у галузі розробки спеціальних ефектів. 1973 року цілий номер журналу Cinefantastique був присвячений історії створення і знімань. Досягнення у прокаті згодом спонукали Columbia Pictures в 1977 році продовжити серію фільмом «Сіндбад і око тигра», але остання картина, на думку критиків, виявилася найслабшою в трилогії. Успіх «Золотої подорожі…» сприятливо позначився на подальшій кар'єрі акторів. Том Бейкер отримав головну роль у популярному британському серіалі, ставши четвертим втіленням Доктора Хто. Вершиною кар'єри Керолайн Манро стало виконання ролі однієї з дівчат Бонда у фільмі «Шпигун, який мене кохав».
У 1974 році видавництво Marvel Comics випустило в серії «Worlds Unknown» дві збірки коміксів за мотивами фільму, які були підготовлені редактором Леном Вейном. Картина справила значний вплив на індустрію і на стилістику сучасних CGI-ефектів[43][43]. Тім Бертон назвав «Золоту подорож Сіндбада» однією зі своїх улюблених картин. У своїй книзі «Більше ніж блокбастер» Джеймс Роман простежує вплив, справлений на кіносагу «Володар перснів» трилогією про Сіндбада. В тому й в іншому випадку чільне місце займали спецефекти, а сюжет бере початок із стародавньої міфології й казок. Великий вплив картини на їх становлення як творців визнавали засновники і художники студії Aardman Animations: Пітер Лорд, Девід Спрокстон і Нік Парк.

### Премії й номінації
| Нагорода                                            | Кому присуджено             |
| 1975 Лауреат: премія Сатурн                         | 1975 Лауреат: премія Сатурн |
| --------------------------------------------------- | --------------------------- |
| Премія «Сатурн» за найкращий фільм-фентезі          |                             |
| 1974 Лауреат: премія Національної ради кінокритиків |                             |
| Кращі спеціальні ефекти                             |                             |

## Перевидання
Видання картини на DVD було здійснено в 2000 році під торговою маркою Columbia TriStar Home Video. У виданні збережено кінотеатральну пропорцію 1,85:1. Під час друку фільмокопій використовувалася бюджетна технологія прихованого кашетування, і значна частина кадру була обрізана згори і знизу. На DVD диску, випущеному Columbia, присутній варіант картини до обрізки в пропорції 4:3, і глядач може скласти уявлення про те, що не потрапило на екран в кінотеатральній копії картини. Ресурс DVD Review оцінив якість трансферу на цифровий носій як задовільну, зазначивши тільки, що була значна деградація вихідного матеріалу, яку неможливо було виправити. DVD видання не містить документальних матеріалів, що стосуються безпосередньо створення фільму. Наявні на диску три документальні ролики розповідають про знімання інших фільмів Гаррігаузена..